# Hostišovice
Hostišovice, bis 1924 Hošovice (deutsch Hoschowitz) ist ein Ortsteil der Gemeinde Bělčice in Tschechien. Er liegt acht Kilometer nordöstlich von Blatná in Südböhmen und gehört zum Okres Strakonice.

## Geographie

### Geographische Lage
Hostišovice befindet sich im Mittelböhmischen Hügelland. Das Dorf liegt im Quellgrund eines linken Zuflusses zum Bach Kostratecký potok. Am Nördlichen Ortsausgang liegt der Teich Jedlíčkový rybník, südlich der Žebrák und im Südwesten der Mlýnsky rybník. Nördlich erheben sich die Slavkovice (542 m) und der Na Bambulí (580 m), im Nordosten der Drahenický vrch (615 m), östlich der Chlumák (548 m) sowie im Südwesten die Kubátova hora (535 m).

### Ortsgliederung
Hostišovice besteht aus dem Dorf Hostišovice, der südwestlich am Mlýnský rybník gelegenen Hofsiedlung sowie der Einschicht Žebrák am gleichnamigen Teich.

### Nachbargemeinden
Nachbarorte sind Na Hůrce und Hudčice im Norden, Hradčany, Drahenice, Stranohoří, Draheničky und Svučice im Nordosten, Uzeničky im Osten, Ostrov und Uzenice im Südosten, Žebrák, U Frička, Černívsko und Chobot im Süden, Nový Dvůr, Starý Dvůr, Drahenický Málkov, Chaloupky und Lopatárna im Südwesten, Závišín und Hutě im Westen sowie Bělčice, Podruhlí und Chaloupky im Nordwesten.

## Geschichte
Archäologische Funde belegen eine frühzeitliche Besiedlung des Gemeindegebietes. In den Wäldern um Podruhlí und Hostišovice wurden eine frühzeitliche Begräbnisstätte sowie altslawische Hügelgräber aufgefunden. Außerdem befinden sich am Kostratecký potok Reithalden von Goldseifen aus der Keltenzeit.
Die erste schriftliche Erwähnung von Hostišovice erfolgte im Jahre 1364 als Vladikensitz. Die Vladiken von Hostišovice besaßen auch die Feste Hůrce bei Podruhlí sowie die Burg Křikava. Zu ihnen gehörten u. a. Repuert von Křikava und danach Jan von Hostišovice. Die Burg Křikava wurde während der Hussitenkriege zerstört.
Adam Hynek Tluksa von Vrábí erwarb Hostišovice mit Hůrce im Jahre 1646 und schlug das Gut seiner Herrschaft Drahenice zu. Ende des 17. Jahrhunderts erwarben die Grafen Khan die Herrschaft von den Tluksa von Vrábí. Anschließend wechselten die Besitzer in rascher Folge. 1795 erwarb der Oberstlandmarschall Johann Prokop Graf Hartmann von Klarstein das Gut Drahenitz von Marie Elisabeth Reichsgräfin von Nostitz-Rieneck, geborene Kolowrat Krakowsky von Ugezd.
Im Jahre 1840 bestand Hoschowitz / Hossowice, früher Hostissowice, aus 31 Häusern mit 209 Einwohnern, darunter einer Israelitenfamilie. Im Dorf gab es einen Meierhof, eine Pottaschensiederei, eine Mühle und ein Wirtshaus. Abseits lag die Brettsäge Zebrak. Pfarrort war Černisko (Černívsko). Bis zur Mitte des 19. Jahrhunderts blieb Hoschowitz dem Allodialgut Drahenitz untertänig.
Nach der Aufhebung der Patrimonialherrschaften bildete Hošovice / Hoschowitz ab 1850 mit dem Ortsteil Podruhlí eine Gemeinde in der Bezirkshauptmannschaft und dem Gerichtsbezirk Blatná. Im Jahre 1870 wurden die Grafen Lobkowicz Besitzer der Güter. Podruhlí löste sich 1919 los und bildete eine eigene Gemeinde. Der heutige Ortsname Hostišovice wurde 1924 eingeführt. Im Zuge der Aufhebung des Okres Blatná wurde Hostišovice 1960 dem Okres Strakonice zugeordnet. 1964 erfolgte die Eingemeindung von Podruhlí mit Chaloupky und Na Hůrce. Am 1. April 1976 wurde Hostišovice nach Bělčice eingemeindet. Hostišovice hatte im Jahre 1991 56 Einwohner. Beim Zensus von 2001 wurden 38 Personen und 44 Wohnhäuser gezählt.

## Sehenswürdigkeiten
- Feste Hostišovice am Mlýnský rybník, der zweigeschossige Bau aus dem 16. Jahrhundert wurde 1775 zu einem barocken Kornspeicher umgestaltet.
- Kapelle an der Feste
- Nischenkapelle auf dem Dorfplatz
- Linde am Mlýnský rybník